# Pternistis bicalcaratus
Il francolino bisperonato (Pternistis bicalcaratus (Linnaeus, 1758)) è un uccello galliforme della famiglia dei Fasianidi originario dell'Africa occidentale.

## Descrizione

### Dimensioni
Misura 30-34 cm di lunghezza, per un peso di 507 g circa nel maschio e di 381 g circa nella femmina; l'apertura alare è di 45-50 cm.

### Aspetto
Il becco è verde oliva con il ramo superiore più scuro. L'iride è marrone. Le zampe sono verde oliva. I due sessi sono identici, ma i tarsi del maschio sono ornati da due speroni assenti nella femmina. In alcune femmine, inoltre, la faccia e la gola hanno una sfumatura meno biancastra, più virante sul camoscio.
Negli adulti di entrambi i sessi, il cappuccio e la nuca sono di un colore bruno-rossastro che contrasta con il nero della fronte e dei lati del vertice. È possibile notare un lungo sopracciglio bianco e una linea oculare nera situata proprio davanti all'iride. I lati della testa e del collo sono biancastri con strisce scure che diventano camoscio chiaro sulla gola. Il collo, il petto e tutte le parti inferiori sono color castano con macchie bianche e nere e strette strisce ondulate chiare sui fianchi. Le parti superiori sono marroni, con sottili macchioline nere che diventano marroncine sulla parte posteriore del collo, sul groppone e sulle sopracaudali. Vi sono anche striature camoscio sulle parti superiori, tranne che sul groppone e sulle sopracaudali. Le remiganti sono di colore grigio-bruno, con macchie e striature irregolari color camoscio. La coda è grigia, barrata di marrone.
I giovani presentano un piumaggio più scialbo, con parti superiori dai disegni meno marcati e dai fianchi meno barrati.

### Voce
Il richiamo di riconoscimento varia a seconda delle regioni. In Marocco, è un krrrak krrrak stridulo, profondo e udibile a grande distanza. Nelle regioni tropicali dell'Africa occidentale, è un kor-ker, kor-ker potente e rude, un kokoye-kokoye o una frase più complessa, bebbrek-eh-kek-kek-kek koak koak, con le due ultime note più forti. È possibile udire anche un ee-tek irregolare, con la prima nota calma. Il francolino bisperonato emette anche un quare-quare stridulo e una specie di verso simile al gracchiare della cornacchia quando si alza in volo.

## Biologia
I francolini bisperonati prediligono in particolar modo le zone coperte e rimangono quasi sempre in prossimità della fitta boscaglia.
In Marocco, li incontriamo in coppia o in piccole bande che possono comprendere fino a 12 individui, ma in Africa occidentale, nei luoghi dove sono numerosi, possono formare gruppi anche di 40 esemplari. I francolini bisperonati sono difficili da osservare, ma vengono spesso individuati grazie al loro richiamo caratteristico che viene emesso a partire da un posatoio a breve altezza da terra, come un alberello o un piccolo monticello. Questi uccelli sono rumorosi soprattutto all'alba e di sera.
Vanno in cerca di cibo negli spazi aperti e lungo i sentieri al mattino presto e nel tardo pomeriggio. Tuttavia, possono essere attivi anche per tutta la giornata quando la luminosità è scarsa e il tempo è piovoso. Quando non si alimentano, questi francolini trascorrono la maggior parte del tempo tra i cespugli. Quando si sentono minaccati, si alzano in volo con riluttanza, preferendo darsi alla fuga correndo per trovare un riparo. Alla fine della giornata, questi uccelli si dirigono verso gli specchi d'acqua per dissetarsi; successivamente, si riuniscono nei loro dormitori sugli alberi.

### Alimentazione
La dieta dei francolini bisperonati è mista, in quanto consumano allo stesso tempo sia una grande varietà di sostanze vegetali che piccoli animali.
Tra le sostanze di origine vegetale, questi uccelli ingeriscono semi appartenenti sia a specie coltivate che selvatiche. Tra questi possiamo ricordare, tra gli altri, quelli di sorgo comune, di fagiolo dall'occhio (Vigna unguiculata) e di cereali selvatici come la brachiaria. La parte animale è composta da coleotteri (curculionidi e cerambicidi), formiche e larve di farfalle, ma anche da lumache e piccole rane. Tutte queste informazioni sono state tratte da uno studio dettagliato effettuato a Zaria, in Nigeria.

### Riproduzione

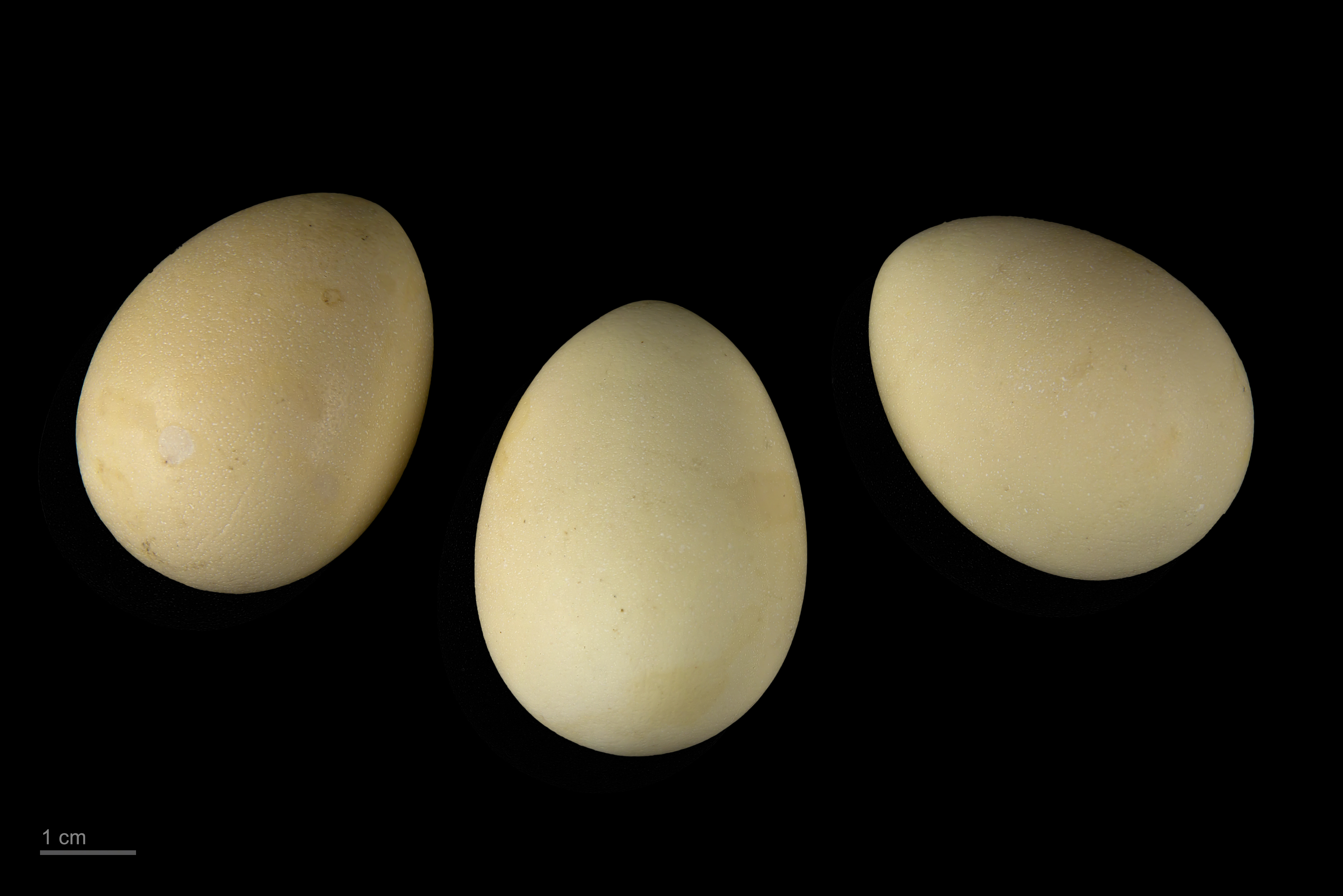
Uova di Pternistis bicalcaratus ayesha (MHNT).

I francolini bisperonati sono probabilmente monogami. In Marocco, la stagione riproduttiva va da metà febbraio a giugno con un picco tra marzo e aprile, mentre in Senegambia ha luogo da gennaio a marzo e da agosto a dicembre. Nelle regioni più aride dell'areale, questo gallinaceo nidifica durante la stagione delle piogge.
I francolini bisperonati nidificano a terra. Il nido è una depressione poco profonda rivestita con erba, foglie, ramoscelli e piume, situata sotto un cespuglio o nascosta tra l'erba alta.
La covata è costituita da 6 uova color sabbia o camoscio-giallastro, talvolta macchiate di marrone. Non abbiamo alcuna informazione riguardo alla durata d'incubazione e alle cure parentali.

## Distribuzione e habitat
I francolini bisperonati sono originari dell'Africa occidentale a sud del Sahara. Il loro areale parte dal nord del Senegal, prosegue attraverso il Mali centrale e il Niger sud-occidentale, e raggiunge il centro del continente in Ciad e nel nord del Camerun. Una popolazione disgiunta vive nel Marocco occidentale.
I francolini bisperonati frequentano vari tipi di habitat composti principalmente da macchia e boscaglia in regioni relativamente aperte. Si possono trovare nelle radure laddove il suolo è ricoperto da cespugli e da piccoli alberi, lungo i corsi d'acqua dalle sponde rivestite da boscaglia e nelle zone coltivate ove vi siano piccoli arbusti. È possibile osservare questi uccelli anche in savane più o meno umide, spesso in prossimità di villaggi e di appezzamenti agricoli attivi.

## Tassonomia
Sono state descritte numerose varianti geografiche, con le popolazioni che vivono nelle regioni più umide che presentano generalmente un piumaggio più scuro, ma la maggior parte di esse non ha lo status di sottospecie. In effetti, vengono ufficialmente riconosciute solamente tre sottospecie:
- P. b. ayesha (E. J. O. Hartert, 1917), diffusa nel Marocco occidentale da Rabat a sud di Mogador;
- P. b. bicalcaratus (Linnaeus, 1766), diffusa dalla Mauritania meridionale e dal Senegambia fino al Ciad sud-occidentale ad est e al Camerun settentrionale a sud;
- P. b. ogilviegranti (Bannerman, 1922), diffusa nelle regioni meridionali di Nigeria e Camerun.

Le presunte razze thornei e adamauae vengono oggi integrate nella sottospecie nominale.

## Conservazione
I francolini bisperonati occupano un vasto territorio dell'Africa occidentale stimato in oltre 3 500 000 chilometri quadrati. Secondo BirdLife International, la popolazione complessiva non è quantificata, ma è considerata in diminuzione a causa della caccia intensiva nelle aree non protette. Ciononostante, la specie rimane abbastanza comune in tutto l'areale. La sottospecie marocchina è in pericolo d'estinzione ed è praticamente scomparsa dalla sua roccaforte, la foresta di Marmora. Oggi si trova in numero consistente solamente ad est di Rabat. Attualmente è in corso un programma di reintroduzione della specie grazie ad uccelli allevati in cattività.
La IUCN classifica il francolino bisperonato come «specie a rischio minimo» (Least Concern).